# Longitarsus longiseta
Longitarsus longiseta är en skalbaggsart som beskrevs av Julius Weise 1889. Longitarsus longiseta ingår i släktet Longitarsus, och familjen bladbaggar. Arten är reproducerande i Sverige.